# Mike Delfino
Mike Delfino est le nom d'un personnage fictif du feuilleton Desperate Housewives, interprété par James Denton.

## Histoire du personnage

### Saison 1
Dans Wisteria Lane, Mike Delfino semble être un charmant plombier, alors qu'il travaille en fait pour retrouver son ancienne petite amie, Deirdre Taylor, étrangement disparue et dont le père est Noah Taylor, vieil homme richissime mourant. Très tôt, il révèle au quartier qu'il a déjà été marié et que sa femme est morte, ayant alors récupéré son chien, Bongo, et décidé de changer d'air. À ce jour, on ne sait pas s'il a réellement eu une femme entre Deirdre et Susan ou si c'était juste une histoire qu'il racontait pour cacher ses véritables motivations. Finalement, les restes de cette dernière sont découverts dans un coffre à jouets de la famille Young. Les antécédents de Mike sont nombreux, on apprend en effet qu'il fut trafiquant de drogue et qu'il commit un homicide involontaire en tuant accidentellement un policier qui voulait avoir des relations sexuelles avec Deirdre, trafiquante également.
Felicia Tilman, sœur de Martha Huber, demande à Mike de tuer son voisin, Paul Young, après que Mike a découvert que Paul Young avait tué sa sœur. Mike tente de le faire à la fin de la première saison, mais y renonce en apprenant de la bouche de Paul Young que Deirdre avait eu un fils et que les Young l'avaient en fait sauvé, alors que sa mère était profondément droguée.
Mike rencontre Susan Mayer dès le premier épisode de la saison, aux funérailles de Mary-Alice Young. Celle-ci est tout d'abord en compétition avec Edie Britt pour le séduire.

### Saison 2
Mike est le père biologique de Zach Young, ce qui met sa relation avec Susan Mayer dans une situation critique : Susan est naturellement effrayée par Zach après que celui-ci a pointé son arme sur elle et qu'il s'intéresse à sa fille, Julie. Alors que Susan devait partir à la recherche de Zach, elle le trouve, mais l'incite à prendre le train pour l'Utah. Quand Mike apprend ce « complot », il met fin à leur relation, peu de temps avant leur mariage.
Pendant les périodes de rupture entre Susan et Mike, Edie Britt profite de l'occasion pour avoir des relations avec Mike. Edie met le feu à la maison de Susan et Mike aide Susan pour faire avouer le délit à Edie.
Lors du dernier épisode de la deuxième saison, alors qu'il était sur le point de se rendre à un rendez-vous avec Susan et la demander en mariage, Mike est renversé par une voiture conduite par Orson Hodge. 

### Saison 3
Il survit à l'accident mais est plongé dans le coma pendant 7 mois. À son réveil, il est atteint d'amnésie rétrograde et n'a aucun souvenir des deux années précédentes. Edie en profite une fois de plus et se venge de Susan Mayer en mentant sur la relation qu'elle et Mike avaient.
Peu après son réveil, il est arrêté pour le meurtre de Monique Pollier, une femme dont il se souvient, mais dont il ignore l'identité. Des traces de son sang sont trouvées sur sa clef à molette. Après son arrestation, Edie met brutalement fin à leur relation.
Avant que Susan Mayer et Ian Hainsworth ne l'aident pour le sortir de prison (avec la participation financière de Zach), Mike fait la rencontre de Paul Young en prison, arrêté pour le prétendu meurtre de Felicia Tilman, et qui semble croire à son amnésie.
À la suite d'intrigues de Susan, Zach, devenu immensément riche, paye la caution de Mike qui s'élève à 1 million de dollars. Par la suite, il réussit à se souvenir de la soirée qui l'a conduit chez Monique Pollier, se rendant compte qu'Orson Hodge était sur les lieux du crime. Il décide d'avoir une discussion avec lui. Malheureusement, la discussion se transforme en pugilat et Orson tombe du haut du toit de l'hôpital.
Après le décès d'Alma, la police retire les charges portées contre Mike lorsqu'elle trouve les dents de Monique et la lettre de suicide d'Alma.
Lors de l'ouverture de la pizzeria Scavo, Ian demanda Susan en mariage avant que Mike ne fasse sa demande. Ian conclut, sur une partie de poker, que si Mike perdait, il devait s'éloigner de Susan ; ce qui arriva. Cependant, Susan apprit la vérité et décida de s'éloigner de Ian et de Mike. Ces derniers continuèrent de poursuivre Susan, mais échouèrent à chaque tentative. Finalement, Susan annonça qu'elle voulait se marier avec Ian et expliqua les raisons à Mike. Celui-ci laissa un message sur la messagerie vocale de Susan, dans lequel il lui dit qu'il partirait de Wisteria Lane, qu'elle écouta à deux reprises. Ian, la surprenant, décida de repartir en Angleterre.
Mike avait décidé de faire une randonnée, et fut suivi par Susan. Se séparant de son guide, Susan se perdit dans les bois dans la nuit mais fut retrouvée par Mike le lendemain matin qui l'embrassa en la prenant dans ses bras.
Mike et Susan revinrent au même lieu du dîner, exactement le même soir que l'année précédente. Alors que Mike était sur le point de faire sa demande en mariage, Susan, hâtive, la fit à sa place.
Enfin, Mike va se marier avec Susan dans les bois, durant la nuit, de façon modeste mais romantique.

### Saison 4
Au début de la saison, Mike promet à Susan qu'il accepte de ne pas avoir d'enfant avec elle, mais celle-ci tombe enceinte (après avoir d'abord cru qu'il s'agissait d'une ménopause). Leur fils nait le jour de la fête des mères (épisode 15). Il est prénommé Maynard James Delfino, que tout le monde appelle MJ. Il est appelé ainsi car le jour de sa naissance, Mike apprend la mort de son grand-père, et le nomme donc ainsi en hommage à celui-ci.
Pendant la grossesse de Susan, Mike devient accro à certains médicaments, qui lui ont été prescrits à la suite d'un accident du travail à l'épaule. Cette période s'accompagne d'une crise existentielle, où Mike se demande s'il sera capable de subvenir aux besoins de sa famille et de tenir le train de vie coûteux de la vie à Wisteria Lane. Il finit par partir en cure de désintoxication. A son retour à la maison, il apprend qu'Orson Hodge est celui qui lui a roulé dessus à la fin de la deuxième saison.
On découvre aussi dans cette saison les parents de Mike. Son père est en prison. Sa mère lui rend visite dans l'épisode 15, et Mike doit intervenir pour que celle-ci ne soit pas trop désagréable vis-à-vis de Susan. On apprend que la mère de Mike est très conservatrice, qualifiant notamment la guerre de Sécession "d'agression nordiste" (un terme très connoté).

### Saison 5
La saison se déroule cinq ans plus tard. Mike est divorcé de Susan, à la suite d'un accident de voiture qui tua Lila Dash et Paige Dash la femme et fille de Dave Williams le nouveau mari d'Edie. Mike choisit de protéger Susan en se faisant passer pour le conducteur au moment de l'accident. Il est acquitté, mais la culpabilité conduira tout de même le couple au divorce. 
Dave Williams voulant mettre en place sa vengeance lui fait se rapprocher de son fils MJ en lui louant l'ancienne maison de Mary Alice Young. Katherine Mayfair et lui entament une relation, ce qui, naturellement déplaît à Susan mais celle-ci finira par s'y faire. Dans le 16e épisode de la saison 5, il emménage avec Katherine Mayfair et dans l'épisode 23, ils se fiancent. Mike s'éclipsera à quelques heures de leur mariage improvisé à Las Vegas afin d'aller sauver son fils et son ex-femme du plan de vengeance de Dave Williams.
Après les avoir sauvé de l'accident mis en place par Dave, il va se rapprocher de Susan Mayer et l'embrasser.
La saison s'achève sur le mariage de Mike à l'église de Fairview, sans que l'identité de la mariée nous soit dévoilée ; il peut en effet s'agir de Katherine comme de Susan qui ne sont pas assises dans l'église, ou encore d'un nouveau personnage.

### Saison 6
Dans le premier épisode, on apprend que Mike se marie avec Susan au grand dam de Katherine. Katherine fait irruption à la cérémonie. 
Mike va essayer tant bien que mal d'arranger ce conflit dans un premier temps, mais sa patience s'arrête rapidement lorsque Katherine tente de se rapprocher de MJ contre l'avis de Mike et Susan. À la suite d'une altercation à ce sujet, au cours de laquelle Mike dit à Katherine qu'il ne l'a jamais vraiment aimée, Katherine se poignarde elle-même et accuse Mike, qui se retrouve en prison. C'est l'intervention de Dylan, la fille de Katherine, qui permettra d'établir la vérité et de libérer Mike de prison.
Au cours de la saison, Mike rencontre d'importantes difficultés financières. Susan commence un emploi de professeur à l'école Oakridge où est scolarisé MJ. Mike refuse l'aide financière de Susan, quand bien même celle-ci dispose d'argent après la mort de son ex-mari Karl Mayer. Mike préfère emprunter en secret de l'argent à Carlos. Lorsque Mike accepte de l'aide de Susan, son entreprise est déjà en faillite, ce qui conduit le couple à devoir déménager de Wisteria Lane.
Dans l'épisode 16 Mike s'énerve contre Susan, considérant qu'elle met en doute sa virilité. Il exprime qu'il a mal vécu dans son enfance d'avoir un père incapable de subvenir aux besoins matériels de sa famille.

### Saison 7
À cause de leurs problèmes financiers, Mike et Susan déménagent dans un appartement. Mike part travailler en Alaska, leur maison est louée à Paul et Beth Young. Cependant, à la fin de la saison, ils reviennent à Wisteria Lane et un diner est organisé en leur honneur. Vers le milieu de la saison, Felicia Tilman lui propose 10 000 dollars pour tuer Paul, mais il refuse.

### Saison 8
Dans la saison 8, Mike commence à douter de Susan et de Carlos. Ces derniers sont les plus touchés par la culpabilité après la mort d'Alejandro, et ont pris l'habitude de se retrouver discrètement pour discuter de ce qui s'est passé. Lorsque Susan et Carlos sortent d'une camionnette après s'être cachés de Mike, il les surprend et donne un coup de poing à Carlos. Ce dernier décide de laisser Susan avouer à Mike ce qu'il a fait pour ne pas briser à nouveau leur couple. 
Plus tard, Mike devient l'associé du nouveau voisin, Ben Faulkner, dans son projet de construction. Mais très vite, il apprend que ce dernier a des soucis d'argent et qu'il s'apprête à emprunter la somme manquante à Donny, un usurier malhonnête. Mike parvient à faire changer Ben d'avis et fait partir Donny (ce qui n'empêchera pas Ben de le recontacter plus tard). Comme les difficultés financières de Ben ne s'améliorent pas, Renée est obligée de rembourser Donny à sa place   ce dernier s'introduit chez elle pour l'intimider et lui soutirer encore plus d'argent. Mike le surprend et le jette dehors, après l'avoir battu.
Quelques jours plus tard, alors que Mike est devant sa maison avec Susan, Donny arrive en voiture et abat Mike, qui décède après avoir vu sa vie défiler devant ses yeux. Il est enterré, laissant Susan inconsolable et MJ orphelin de père. Son fantôme apparait lors du déménagement de Susan dans la dernière scène de la série, en même temps que de nombreux autres personnages.

## Anecdotes
- Le personnage de Mike Delfino devait, à l'origine, être joué par un acteur italien. James Denton ne sait toujours pas pourquoi il a été finalement choisi.
- Les scénaristes avaient prévu d'introduire le frère de Mike, Terry, dans la 4e saison[3] mais l'idée a été abandonnée à la dernière minute[4].
- À l'origine, dans une ancienne version du scénario de l'épisode pilote, Mike Delfino devait avoir emménagé à Wisteria Lane avec son fils de cinq ans, Timmy et ne devait avoir aucun secret particulier. Finalement, les scénaristes décidèrent de l'inclure à l'histoire de Mary Alice Young et de Deirdre Taylor en y ajoutant le fait que Zach Young soit le fils de Deirdre et Mike, adopté par la suite par Paul et Mary Alice Young.
- Vanessa Williams, qui incarne le personnage de Renée Perry, chante l'oraison funèbre, car elle a quatre albums pop à son actif.
- Celia Weston, qui joue la mère sudiste et un peu réactionnaire de Mike (lors d'une discussion en famille, elle qualifiera la guerre de Sécession d'« agression nordiste »), n'a en réalité que 12 ans de plus que James Denton.